# Philipp Auerbach

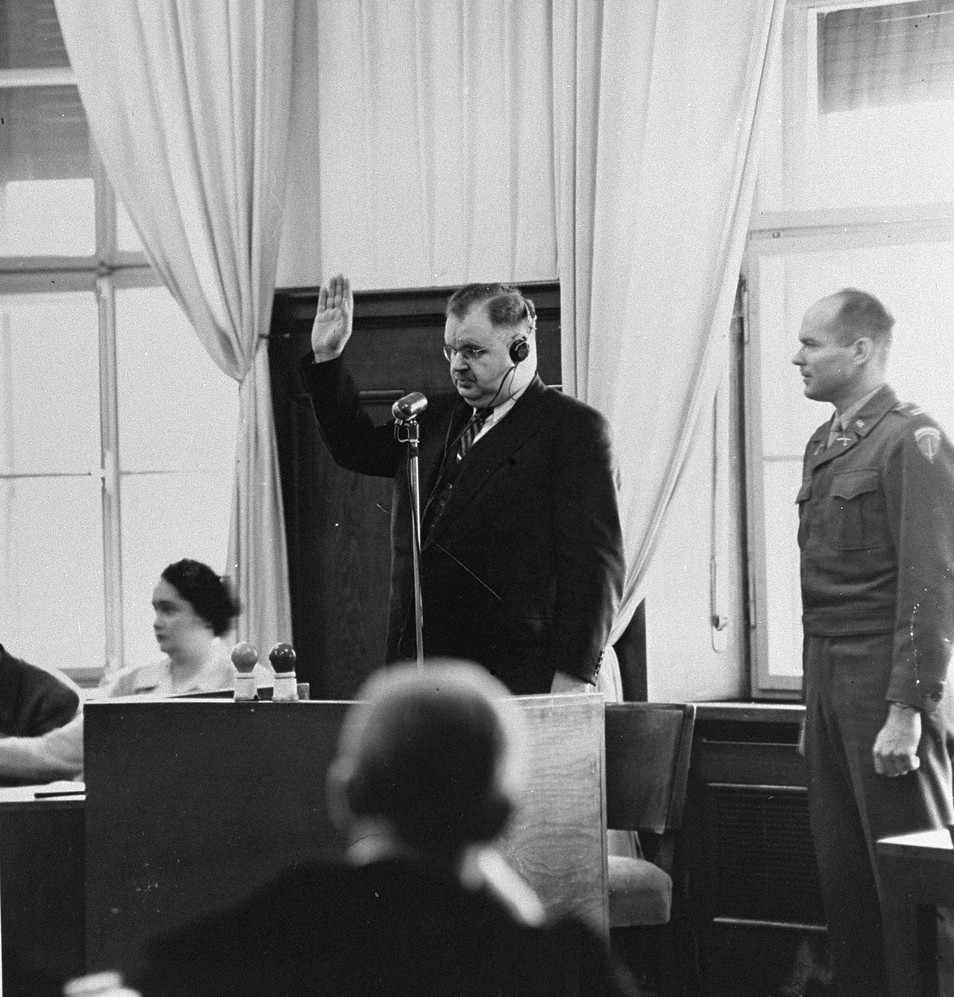
Auerbach op 27 februari 1948 bij zijn getuigenis in het Wilhelmstraßen-proces

Philipp Auerbach (Hamburg, 8 december 1906 – München, 16 augustus 1952) was een Duitse overlevende van de concentratiekampen van Auschwitz en Buchenwald.

## Biografie

### Vlucht naar België
In 1934, na de machtsgreep van Hitler, vluchtte Auerbach met zijn gezin naar België. In Brussel vervolledigt hij zijn studies en komt aan het hoofd van een fabriek van schoonmaakproducten in Berchem bij Antwerpen. Na de Kristallnacht in 1938 en de moord op zijn vader door de nazi's wil hij met zijn gezin naar Cuba vluchten maar het land wil de vluchtelingen niet aannemen.

### Auschwitz
Bij de Duitse inval in België wordt hij gearresteerd en met honderden andere Duitsers en Duitsgezinden naar Frankrijk gebracht. Dat bracht hem langs Saint-Cyprien, Gurs, Le Vernet, Perpignan, Vichy en Pau. Het collaborerende Franse Vichy-regime zet hem uiteindelijk in januari 1944 op een trein naar Auschwitz.
Het feit dat Auerbach chemicus is en gespecialiseerd in het vervaardigen van zeep uit dierlijke vetten, wordt zijn redding in Auschwitz. Volgens bepaalde versies zou hij gedwongen geweest zijn om zeep te maken van menselijke resten. Op de zeepjes die elke Duitse soldaat meekreeg stond in Gotische letters 'RIF', wat stond voor Reichsstelle für Industrielle Fettversorgung. Deze zeep zou ook menselijke resten bevatten maar Auerbach schrijft letterlijk: "Als chef van de zeepfabricatie moest ik voor de productie van vet zorgen in het slachthuis". Er was in Auschwitz ook een slachthuis voor koeien, schapen en varkens.

### Naoorlogse periode
In het Wienerarchief in Londen bevindt zich een manuscript van 35 vellen, waarin Auerbach zijn oorlogsverhaal optekent, vanaf de arrestatie in Antwerpen, de deportatie naar Frankrijk en het verblijf in de Duitse kampen. Hij schreef het ergens in 1945 in het Engels onder de titel I Am the Man Who Saw Misery!..
Na de oorlog was hij van 1946 tot 1951 staatscommissaris voor racistisch, religieus en politiek vervolgden in München. Hij kreeg de leiding over een operatie Wiedergutmachung: financiële tegemoetkomingen voor de slachtoffers van het naziregime. Daarnaast was hij lid van het eerste directorium van de Centrale Raad voor de Joden in Duitsland. In 1952 werd hij veroordeeld tot 2,5 jaar cel wegens fraude met compensatiegelden. De nacht na het vonnis nam hij een overdosis slaappillen. In zijn afscheidsbrief schrijft Auerbach: "Ik heb mij nooit persoonlijk verrijkt en kan deze schandelijke uitspraak niet tolereren. Ik heb gevochten tot het einde, het werd niets.".
In 1954 werd hij door een onderzoekscommissie van de Beierse Landdag volledig in ere hersteld.